# Perognathus
Perognathus is een geslacht van zoogdieren uit de familie van de wangzakmuizen (Heteromyidae). De wetenschappelijke naam van het geslacht werd in 1839 gepubliceerd door Maximilian zu Wied-Neuwied.

## Soorten
Er worden 10 soorten in dit geslacht geplaatst:
- Perognathus alticola Rhoads, 1894
- Perognathus amplus Osgood, 1900
- Perognathus fasciatus Wied-Neuwied, 1839 – Wyomingmuisgoffer
- Perognathus flavescens Merriam, 1889
- Perognathus flavus Baird, 1855 – Zijdeharige muisgoffer
- Perognathus inornatus Merriam, 1889
- Perognathus longimembris (Coues, 1875)
- Perognathus merriami J. A. Allen, 1892
- Perognathus mollipilosus Coues, 1875
- Perognathus parvus (Peale, 1848) – Kleine muisgoffer